# Comté de Cowra
Le comté de Cowra (en anglais : Cowra Shire) est une zone d'administration locale située dans l'État de Nouvelle-Galles du Sud en Australie.

## Géographie
Le comté s'étend sur 2 810 km2 dans la région du Centre-Ouest en Nouvelle-Galles du Sud, où il est arrosé par la Lachlan. Il est traversé par la Mid-Western Highway, l'Olympic Way et la Lachlan Valley Way.
Il comprend la ville de Cowra, ainsi que les localités de Billimari, Darbys Falls, Gooloogong, Morongla, Noonbinna, Wattamondara, Woodstock et Wyangala.
Il abrite le barrage de Wyangala qui forme une retenue d'eau de 5 390 hectares.

## Démographie
La population s'élevait à 12 147 habitants en 2011 à 12 460 habitants en 2016.

## Politique et administration
Le conseil comprend neuf membres élus pour un mandat de quatre ans, qui à leur tour élisent le maire pour deux ans. À la suite des élections du 4 décembre 2021, le conseil est formé de neuf indépendants.

### Liste des maires
| Période                                  | Période     | Identité  | Étiquette   | Qualité |
| ---------------------------------------- | ----------- | --------- | ----------- | ------- |
| Les données manquantes sont à compléter. |             |           |             |         |
| septembre 2012                           | en fonction | Bill West | Indépendant |         |